# Plac Pionierski w Petersburgu

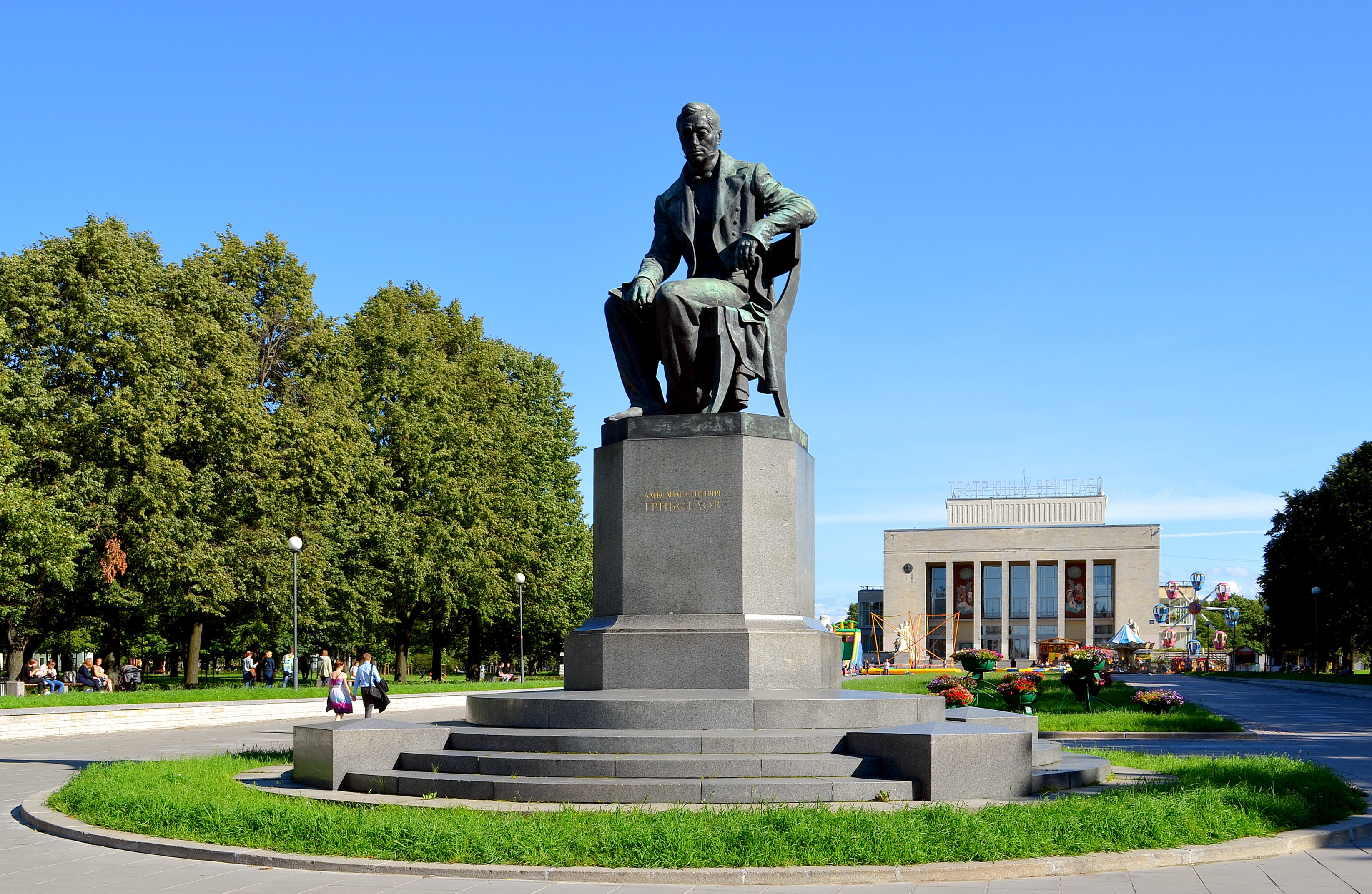
Widok placu z pomnikiem Gribojedowa oraz Teatrem Młodego Widza

Plac Pionierski (ros. Пионерская площадь, Pionierskaja płoszczad) – plac w Petersburgu, położony pomiędzy Prospektem Zagorodnym, ulicami Zwienigorodską i Marata oraz zaułkiem Podjezdnym. Pierwotnie na jego miejscu znajdował się plac ćwiczeń Lejb-Gwardyjskiego Siemionowskiego Pułku – Plac Siemionowski.

## Historia

### Plac Siemionowski
Plac został wytyczony na przełomie XVIII i XIX w. podczas rozbudowy kompleksu koszar Siemionowskiego Pułku Lejbgwardii, na południe od ulicy Zagorodnej (następnie prospektu), pomiędzy ulicami Ruzowską i Zwienigorodską oraz Kanałem Obwodowym na południu. Był to plac ćwiczeń Pułku Siemionowskiego oraz dwóch innych, kwaterujących w pobliżu, pułków Lejbgwardii: Moskiewskiego oraz Jegierskiego. W latach 1807–1810 wzdłuż zachodniej granicy placu przekopany został Kanał Wwiedieński, łączący Kanał Obwodowy i Fontankę (kanał ten został zasypany w latach 60. XX w.). Natomiast w latach 30. XIX w. wzdłuż kanału położono tory kolejowe linii prowadzącej do Carskiego Sioła.

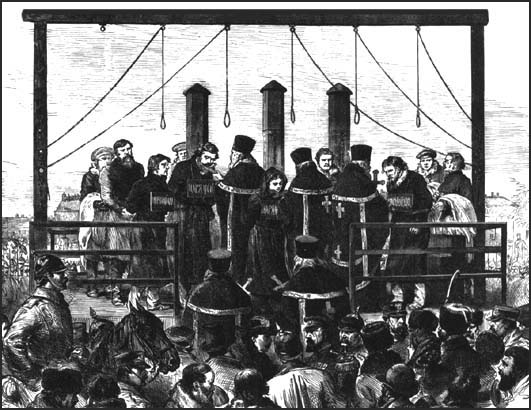
Egzekucja narodowolców – organizatorów zamachu na Aleksandra II, 3/15 kwietnia 1881

22 grudnia 1849 r. na placu Siemionowskim miała odbyć się egzekucja członków koła Michaiła Pietraszewskiego, w tym pisarza Fiodora Dostojewskiego. Została ona w ostatniej chwili odwołana, gdy skazani zostali już wprowadzeni na rusztowanie. Również na placu Siemionowskim 3 kwietnia?/15 kwietnia 1881 r. stracono przez powieszenie członków Narodnej Woli, którzy przygotowali i przeprowadzili udany zamach na cara Aleksandra II: Sofję Pierowską, Nikołaja Rysakowa, Nikołaja Kibalczicza, Timofieja Michajłowa oraz Andrieja Żelabowa.
W 1880 r. we wschodniej części placu wzniesiono hipodrom, na którym od 1884 r. organizowano również wyścigi kolarskie, a w 1893 r. rozegrano pierwszy w historii Petersburga mecz piłki nożnej. Z kolei pozostała część placu przestała pełnić funkcje wojskowe i w końcu XIX w. była miejscem ludowych festynów. W latach 1906–1916 plac Siemionowski został zabudowany przez budynki koszarowe.

### Plac Pionierski
W latach 50. i 60. XX w. na miejscu zlikwidowanego hipodromu i części dawnego placu Siemionowskiego wytyczono nowy plac. Otrzymał on w 1962 r. nazwę placu Pionierskiego, by uczcić czterdziestolecie istnienia organizacji pionierów. W 1957–1962 na placu zbudowano Teatr Młodego Widza, przed którym w 1959 r. ustawiono pomnik Aleksandra Gribojedowa.